# فلیکس شدر-بیسشین
فلیکس شدر-بیسشین (آلمانی: Felix Scheder-Bieschin; ۲۲ اکتبر ۱۸۹۹ – ۲ سپتامبر ۱۹۴۰) قایقران قایق بادبانی اهل آلمان بود.